# Find My iPhone
Find My iPhone (укр. Знайди мій iPhone) — програма, створена Apple, яка дозволяє керувати пристроями IOS, Mac, Apple Watch та AirPods.

## Історія
У 2010 році був випущений як додаток для користувачів MobileMe. Листопадом 2010 програма стає безплатною на пристроях iOS версією 4.2. Жовтня 2011 року, у сервісі ICloud, додаток стає безкоштовним. Також додали функцію "Find My Mac", для комп'ютерів Mac від версії Mac OS X Lion.
У 2019 році програми "Find My iPhone",  "Find My Mac" та "Find My Friends" об'єдналися в одну програму "Find My"